# La Cigale
Pour les articles homonymes, voir Cigale (homonymie) et La Cigale (homonymie).
La Cigale est une salle de spectacle parisienne. 
Ce site est desservi par les stations de métro Anvers et Pigalle.

## Histoire
Située sur le boulevard Marguerite-de-Rochechouart, dans le quartier de Pigalle, la salle de café-concert a été construite en 1887 à l'emplacement du Bal de La Boule Noire (édifié en 1822). D'une capacité d'environ 1000 places, elle se spécialise immédiatement dans la revue. 
En 1894, elle est agrandie par l'architecte Henri Grandpierre, avec un plafond décoré par Adolphe Léon Willette. En 1905, la salle et les dépendances sont agrandies et embellies, la façade est refaite par l'architecte Lucien Woog. Elle accueille les spectacles de Mistinguett, Maurice Chevalier, Yvonne Printemps, Gaston Ouvrard, Arletty, Raimu, ou Max Linder. Gina Palerme y fait ses débuts, en 1910. 
En 1915, Madame Rasimi, directrice du Ba-Ta-Clan, en prend la direction. Après la Première Guerre mondiale, on y joue des opérettes, des vaudevilles, et les soirées futuristes de Jean Cocteau. Un cabaret s'installe au sous-sol de l'établissement en 1924. Mais le caf'-conc. ferme ses portes en 1927. Il est remplacé temporairement par un petit music-hall baptisé La Fourmi.

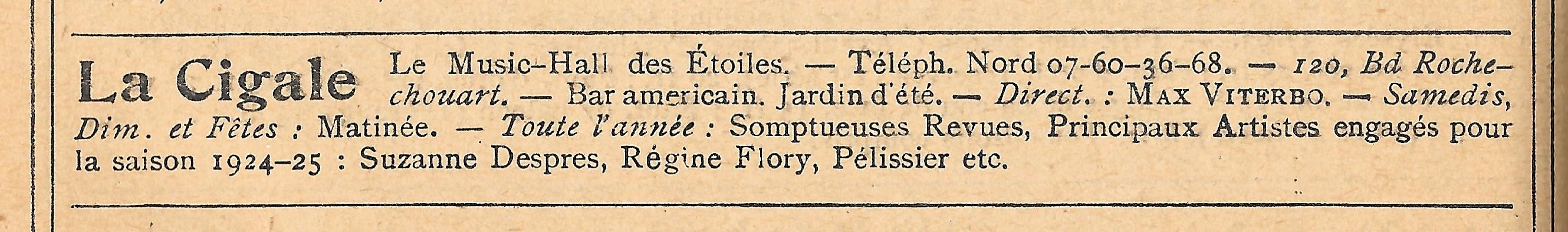
Programme de 1925 et administration.

Dans les années 1940, La Cigale devient une salle de cinéma, un moment spécialisée dans les films d'exploitation séries B, Kung-fu).
En 1987, réouverture de La Cigale avec les Rita Mitsouko, grâce à Jacques Renault et Fabrice Coat, deux anciens brocanteurs, et cofondateurs de la boite de nuit « Les Bains Douches ». La salle, transformée en salle de spectacle polyvalente, est modernisée et décorée par Philippe Starck. La direction artistique et commerciale est confiée à Corinne Mimram. En janvier 2007, la Cigale signe un partenariat avec SFR et s'appellera pour deux ans La Cigale SFR. 
De 2011 à 2021, La Cigale est dirigée par Jean-Louis Menanteau.
La salle est en relation avec La Boule Noire.
Le vestibule et la salle de l'ancien café-concert font l’objet d’une inscription au titre des monuments historiques depuis le 8 décembre 1981.
La Cigale a ouvert en septembre 2013 le restaurant La Cantine de la Cigale. Le restaurant jouxte La Cigale. Il n'est pas rare de croiser les artistes jouant à La Cigale à la Cantine de la Cigale, l'après-midi ou le soir après les concerts.

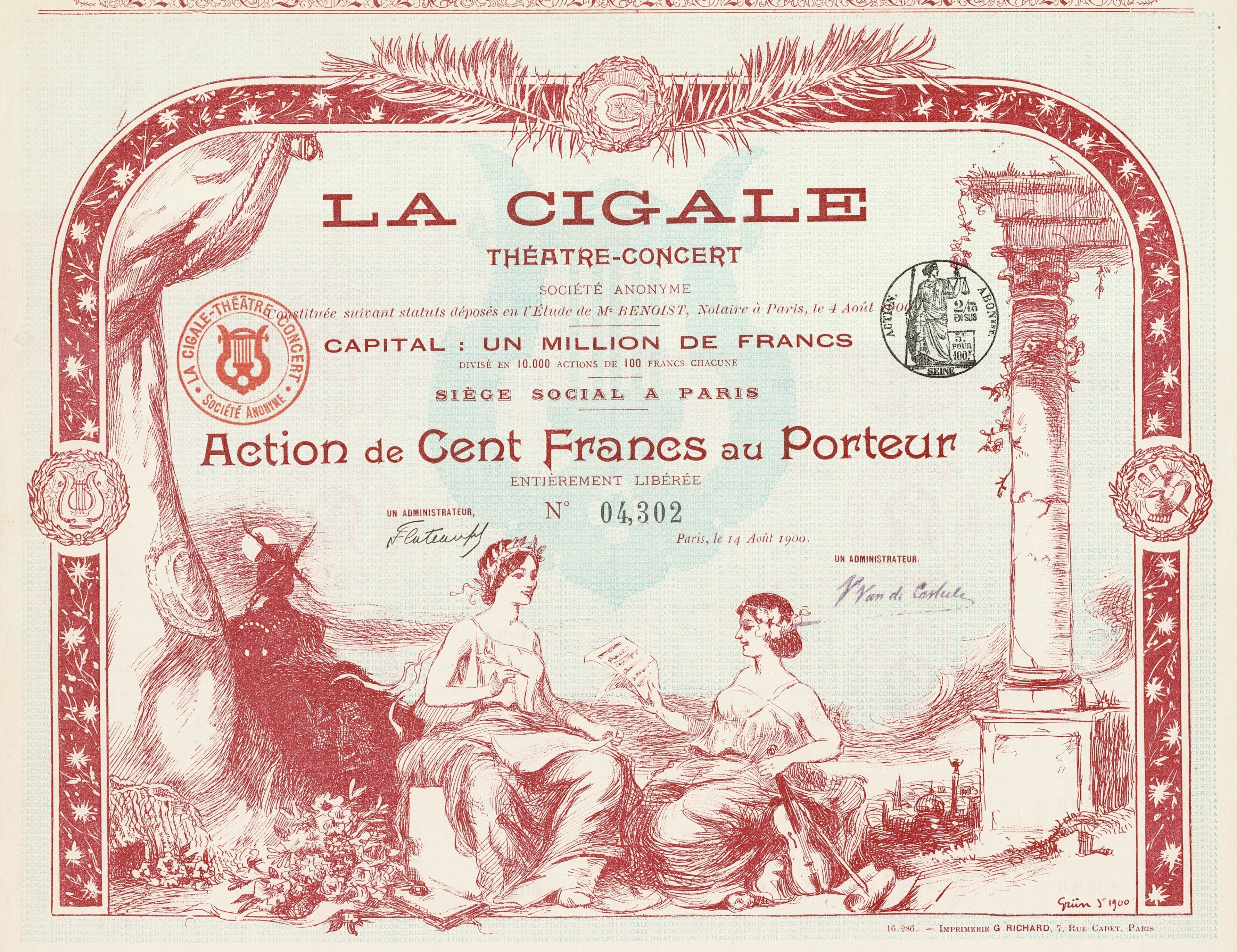
Action de La Cigale en date du 14 Août 1900.

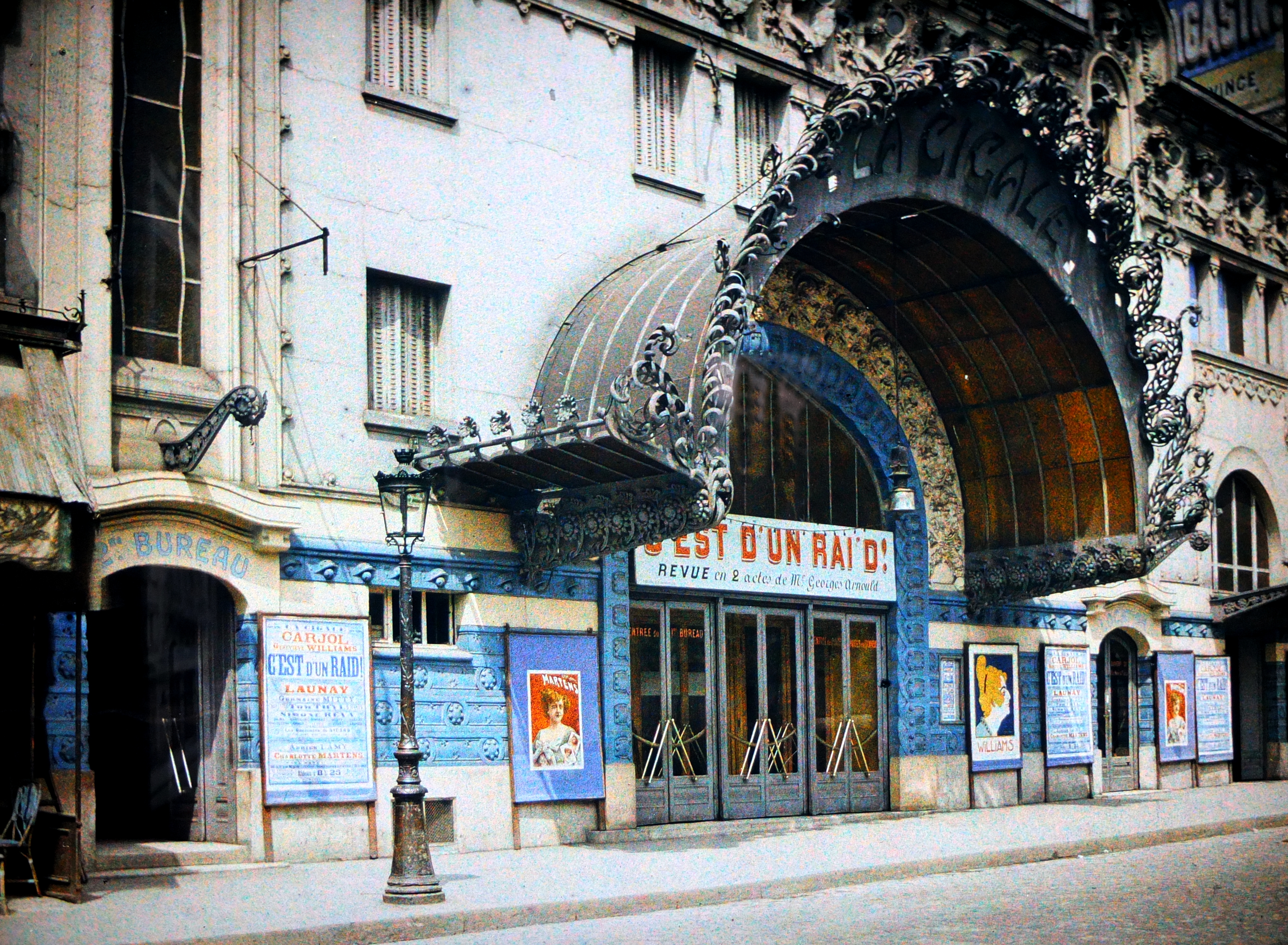
La Cigale en 1918, autochrome de la collection Albert Kahn.

## Programmation
Le Festival des Inrockuptibles s'est déroulé pendant plus de 20 ans à La Cigale, de même que le Festival Factory.
La salle a également accueilli Julie Zenatti, Indochine, Muse, The Allman Brothers Band, Status Quo, Jeff Beck, Johnny Winter, Iggy Pop, Charles Trenet, Johnny Hallyday, Bonnie Tyler, Jack White, The Kills, Kim Wilde, Kylie Minogue, Oasis, Radiohead, Prince, Claude Nougaro, -M-, Manu Chao, Théa, Weather, Les Rita Mitsouko, Eric Clapton, Metronomy, Gazo, Josman, La Rue Ketanou et Joe Driscoll (en).

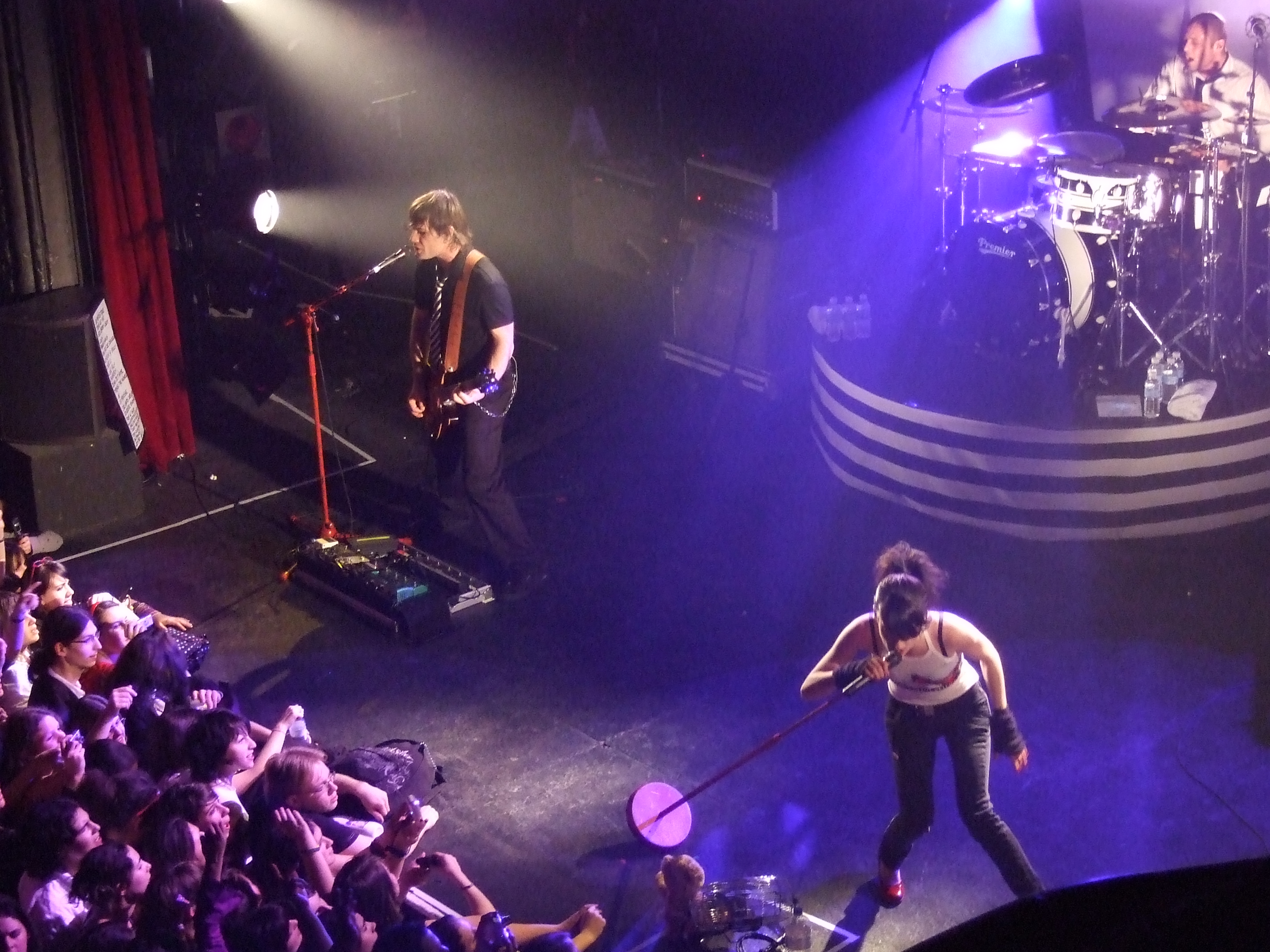
Superbus en concert à la Cigale, en 2007.

## La salle
La salle peut accueillir 1472 personnes maximum (pour les concerts où le public est debout) ou 890 personnes (pour les spectacles avec public assis).
Le sol de l'orchestre est doté d'une plateforme modulable qui peut s'incliner et s'élever grâce à un système hydraulique. 

## Spectacles enregistrés
Parmi les concerts ou spectacles enregistrés à La Cigale, on peut citer notamment :
- Marillion : made again (double live cd - 1996)
- Marc Lavoine : Live à la Cigale (CD - 1988)
- Les Wriggles : à la Cigale (DVD - 2003)
- Lofofora : Lames de fond (CD+DVD - 2004)
- Johnny Hallyday : La Cigale 94 (CD - 2004)
- Les Wampas : Never Trust a Live! (CD+DVD - 2004)
- Thomas Fersen : La Cigale des grands jours (CD+DVD - 2004)
- Mano Negra : Tournée générale, concert de  1990 intégré dans le DVD Out of time (2005)
- Bonnie Tyler : Bonnie On Tour (DVD - 2005)
- Robert : live à la Cigale (CD+DVD - 2005)
- Placebo : live at La Cigale (2006)
- James Blunt : live à la Cigale (DVD bonus avec l'album Back to Bedlam - 2006)
- Hoobastank : Le Cigale (CD+DVD - 2006)
- Sixun : Sixun fête ses 20 ans : Live à La Cigale (DVD - 2006)
- Djamel Mellouk : Mille et Une Nuits live à La Cigale (2006)
- Vincent Delerm : à la Cigale (2CD+2DVD - 2007)
- Johnny Hallyday : La Cigale : 12-17 décembre 2006 (CD+DVD - 2007)
- Catherine Ringer : chante les Rita Mitsouko and more à la Cigale (CD+DVD - 2008)
- Marie Cherrier : live à la Cigale (CD - 2008)
- Grand Corps Malade : En concert (CD+DVD - 2009)
- Booba : Autopsie Show (CD - 2010)
- Rohff : Distinct Tour(DT) (2011)
- Audrey Lamy : Dernières Avant Vegas  (2011)
- Kyary Pamyu Pamyu : 100％KPP WORLD TOUR 2013 OFFICIAL DOCUMENTARY（DVD - 2013)
- Anne Sylvestre : à la Cigale - Enregistrement public (2014)
- Louise Attaque : Live -  La Cigale (CD - 2016)
- Lady Ponce : 10ans (2017)
- Thomas VDB : Bon chienchien (DVD - 2018)
- Norman Thavaud : Le spectacle de la maturité (2019-2020)
- The KVB : Live at La Cigale (2020)
- Renaud : Live à la Cigale (2025, enregistré en 2007)